# مكتبة الجامعة المستنصرية
تعد الجامعة المستنصرية ثاني أكبر جامعة في العراق، بعد جامعة بغداد، ولأهميتها وموقعها العلمي وتزايد عدد الدارسين فيها أنشأ المعنيون مكتبتها لتفي بأغراض الدراسة والبحث. ولم تكن في بداية أمرها بحجم متطلبات الدرس وحاجته. إلا أنها بتوالي الأيام والسنوات أخذت تلك المكتبة بالنمو والاتساع، وهي حاليأ تتكون من طابقين وقاعة كبيرة للمطالعة.

## البدايات
تأسست المكتبة عام 1964 في دار صغيرة قرب جسر الصرافية مجاورة لدار أخرى استؤجرت للجامعة نفسها. ثم نقلت إلى الطابق الثاني في إحدى بنايات كلية التربية في جامعة بغداد، وبقيت هناك لمدة سنتين، ثم طالبت كلية التربية بإخلائها لحاجتها للقاعة آنذاك.
تم نقل المكتبة إلى أحد المباني الحديثة التي أنشئت على أرض الجامعة المستنصرية في بناية تعود إلى قسم الإنسانيات، وقد بقيت المكتبة في هذه البناية لغاية عام 1971 حيث كانت تعاني من الضوضاء وضيق المكان بسبب وجود المطالعين والموظفين وكتاب الطابعة ومخازن الكتب في القاعة نفسها.

## اسم المكتبة
عند تأسيسها كانت تسمى مكتبة الجامعة المستنصرية، وقد تغير اسمها تبعاً لاسم الجامعة فأصبح «مكتبة الكلية الجامعة» ثم أعيدت تسميتها بعد أن عادت الجامعة إلى اسمها الأسبق فأصبحت تعرف بمكتبة الجامعة المستنصرية. وبعد توسعها واكتسابها شيئاً من الاستقلالية دعيت بـ «الأمانة العامة ـ المكتبة المركزية».

## البناية الحالية
أكمل إنشاء هذه البناية عام 1971 وتم الانتقال إليها في شهر سبتمبر في العام نفسه. وتعتبر من البنايات الحديثة التي صممت لتتسع لحوالي ربع مليون كتاب، كما إن هناك دراسة لوضع تخطيط لبناية جديدة لمكتبة الجامعة لأن البناية بدأت تئن من ضائقة المكان نظراً لنمو المجموعة الكتبية نمواً سريعاً، كما إن رواد المكتبة من طلبة وباحثين وأساتذة أخذوا يزدادون في السنوات الأخيرة، حيث إن القاعات الحالية التي خصصت لاستيعاب أكثر من 400 طالب، إضافة إلى المعتكفات التي أنشئت لطلبة الدراسات العليا، لا تفي برواد المكتبة التي تعتبر مركزية بالنسبة لكافة الكليات التي تمتد على أرض الجامعة.

## المجموعات الكتبية
بدأت مكتبة الجامعة المستنصرية بمجموعة قدرها 6668 كتاباً، وذلك عام 1964 لكنها تطورت بمجاميعها وموظفيها، حيث بلغ مجموع كتبها 14485 عام 1968، وفي احصائية عام 1983 بلغ عدد المجلدات 14334 مجلداً و600 عنوان دورية وحوالي عشرة آلاف مجلد للدوريات القديمة، وقد نمت المكتبة، وذلك بما يصلها من كتب ومجلات بشكل دوري بناء على طلب الأساتذة وذوي الاختصاص.
كما انها اقتنت بعض المكتبات الخاصة مثل مكتبة الملا صابر في كركوك، ومكتبة إبراهيم كبه، ومكتبة يوسف الكبير، ومكتبة روفائيل بطي، ويوسف عز الدين، وعبد الحميد العلوجي، وكوركيس عواد، وغيرهم.

## أقسام المكتبة
في بداية إنشائها كانت الأقسام الرئيسية هي قسم التزويد وقسم الفهرسة والتصنيف وقسم الدوريات وقسم الإعارة وقسم الهدايا والتبادل. واستحدث قسم للمراجع عام 1977، وقبل هذا التاريخ كانت هناك قاعة خاصة للمراجع فقط، ولفرع المكتبات في الجامعة أثر فاعل في تطوير المكتبة سواء بمشاركة أعضاء هيئة التدريس في العمل على نمو المجموعة وتنظيمها أم تهيئة الكادر المهني المتخصص.
كما استحدث قسم المواد السمعية والبصرية عام 1979 الذي يضم أكثر من 1600 فيلم وفديو كاسيت منها ما كان للمناقشات التي كانت تسجل للاطروحات الجامعية ومجموعة صغيرة من الأفلام المكتبية ومجموعات من الشرائح الفيلمية ومجموعة أخرى من الكاسيتات لتعليم اللغات الإنجليزية والفرنسية والموضوعات العلمية، كما فيها مجاميع من الأفلام التي تتعلق بالمواد التدريسية في الجامعة، وهناك قسم للميكروفيلم يقوم بتصوير ملفات الكلية منذ بداية تخرج الدورات الأولى عام 1967 وحتى الوقت الحاضر لحفظها على شكل مصغرات (ميكروفيش) في خزانات محدودة في المكتبة وكذلك تصوير الاطروحات والكتب النادرة وبعض مجلات الجامعة المستنصرية.
ويتضمن هذا القسم كاميرا عرض الفيلم 16 ملم وجهاز التقطيع والتعبئة وجهازاً قارئاً طابعاً لـ 35 ملم وجهاز طبع وتحميض، وهناك أيضاً كاميرا تصوير بعرض 35 ملم لتصوير الجرائد القديمة والخرائط والمخطوطات.
وفي المكتبة قسم للتلفزيون المغلق لبث البرامج التعليمية إلى 15 قاعة دراسية داخل الجامعة، كما إن عدد الموظفين قد ازداد في الآونة الأخيرة ليواجه متطلبات المكتبة التي أخذت أعمالها وخدماتها تزداد وتتنوع وإن 705 منهم من مختلف الاختصاصات، وقد ترك الحصار آثاراً سلبية على هذا القسم فتعطلت بعض أجهزته وأهملت أخرى لعدم توفر قطع الغيار فضلاً عن شحة المواد الأولية.
وقد كان في النية إنشاء أقسام جديدة كقسم التجليد وقسم الكتب النادرة وقد تم فعلاً فهرسة وتصنيف مجموعة منها لحفظها في رفوف مزججة.

## نشاطات المكتبة
منذ مطلع عام 1968 بدأت المكتبة باصدار نشرة فصلية بعنوان (نشرة مكتبة كلية الجامعة) تتضمن إحصاءات عن عدد الكتب وعدد المطالعين وعدد الكتب المعارة.. الخ كما أسهمت في تدريب طلبة فرع المكتبات خلال أشهر الصيف، وقد أقيمت فيها ندوات كان منها الندوة الخاصة بتعريب الكتب الطبية.
وأقيم فيها معرض الكتاب الدولي عام 1978 ومعرض الكتاب الدولي الثاني عام 1979، ومعرض للمواد السمعية والبصرية. كما تتم فيها مناقشة بحوث طلبة الدراسات العليا ويقوم قسم التصوير في المكتبة بتسجيل بعض هذه المناقشات وحفظها في المكتبة، وفي السنوات الأخيرة تلكأ العديد من هذه النشاطات بسبب الحصار وقلة ما يرصد لها من أموال مما أثر بشكل مباشر على إمكانات تطويرها).